# Etnoarkæologi
Etnoarkæologi er en forskningsmetode, som går ud på, at man studerer nu levende eller historisk vel dokumenterede samfund som for eksempel jægere og samlere for at finde paralleller med eksempelvis ældre stenalder. Foruden den materielle kultur studeres tillige disse samfunds forestillingsverden, vurderinger og sociale struktur.
Metoden har været anvendt siden arkæologiens barndom men var under en længere periode i vanry, fordi etnoarkæologi af mange arkæologer blev bedrevet in absurdum. Etnoarkæologi har siden 1970-erne atter været taget i brug inden for den arkæologiske forskning. Det var især amerikanske og engelske arkæologer, som genoptog etnoarkæologi som en forskningsmetode. I Norden blev metoden især genoptaget af den svenske arkæolog Göran Burenhult.